# Société pour l'union des transports ferroviaires et routiers
La Société pour l’Union des Transports Ferroviaires et Routiers (UFR) a été créée dans les années 1930 pour développer le transport marchandise Rail-Route. La Société UFR a développé un type de wagon porteur pour remorques routières.

## Histoire

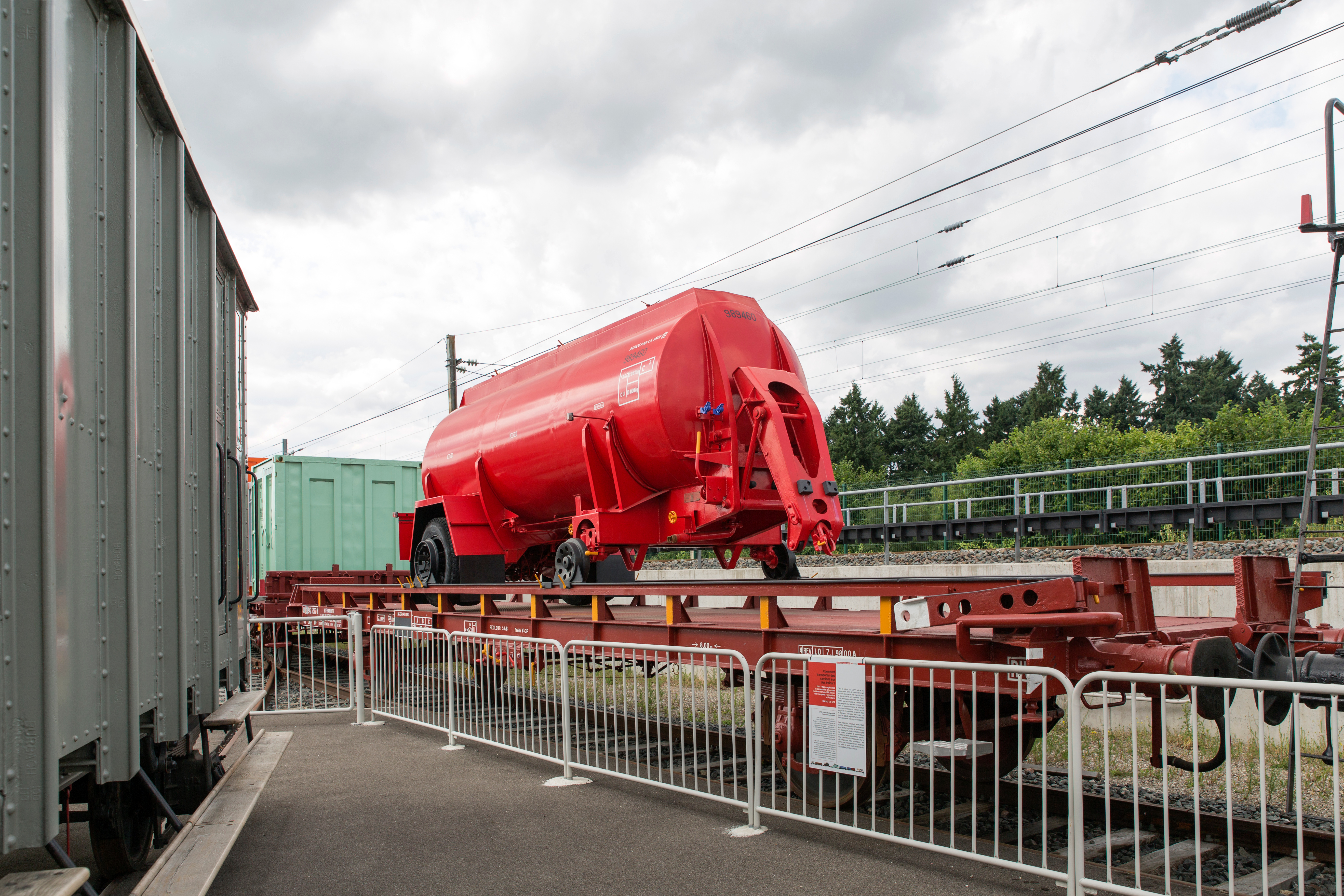
Wagon UFR à la Cité du train.

Le chargement de ce véhicule sur le wagon est rendu aisé par :
- une rampe aménagée en bout de voie
- un système de rails latéraux guidant la remorque sur le wagon

Le système UFR a été développé à partir de 1946 pour être abandonné en 1983. En 1964 le parc de la SNCF était de 100 wagons porteurs UFR.
Plusieurs wagons UFR sont préservés :
- wagon porte remorque et remorque UFR, au chemin de fer du Vivarais
- wagon porte remorque et remorque UFR, à la Cité du train à Mulhouse
- une remorque appelée "Wagon de Dali ", a été préservé par des artistes et décorée pour évoquer l'art surréaliste[2]